# Obolevanje zaradi plesni
Obolevanja zaradi plesni so potencialno škodljivi učinki plesni.
Plesni so prisotne povsod v biosferi, tvorbe plesni pa so sestavina gospodinjskega in delovnega prahu. Centri za nadzor in preprečevanje bolezni Združenih držav Amerike so v svojem poročilu "Strategije za preprečevanje nastajanja plesni in možni vplivi na zdravje po orkanih in večjih poplavah" iz junija 2016 poročali, da lahko čezmerna izpostavljenost materialom, onesnaženim s plesni, povzroči škodljive učinke na zdravje pri občutljivih ljudeh. Če so tvorbe plesni prisotne v zelo visokih količinah, lahko predstavljajo posebno nevarno tveganje za zdravje ljudi po dolgotrajni izpostavljenosti, vključno z alergijskimi reakcijami ali zastrupitvami z mikotoksini, lahko pa pride tudi do glivične okužbe (mikoze).